# Palais épiscopal d'Alan
Le palais épiscopal d'Alan est l'ancienne résidence d'été des évêques de Comminges. Il est situé à Alan dans le département de la Haute-Garonne (en Comminges dans la région Occitanie).
La Vache d'Alan est le nom qui lui est aussi donné.  

## Histoire

### La Vache d'Alan
À la fin du XVe siècle, l'évêque Jean de Foix de Grailly transforma sa demeure en un fastueux palais décoré de fresques, disparues pour la plupart ; la tour orthogonale abritant un escalier à vis est un chef-d'œuvre de l'art gothique flamboyant, avec son tympan orné d'une vache monumentale sculptée. La vache porte au cou un écusson avec les armes du Béarn et de Foix. Amateur d'art, il fit aussi réaliser en 1492, par Pierre de Lanouhe, un précieux missel enluminé. 
Aux XVIIe et XVIIIe siècles, les évêques qui y résidèrent apportèrent au palais des transformations, embellissements et remises au goût du jour mais à la Révolution l'édifice fut divisé et vendu comme bien national. En 1912, la célèbre vache, menacée d'être vendue à un amateur d'art étranger et exportée, fut défendue et sauvée par les habitants d'Alan. Le tympan fut classé monument historique. En 1920, la vache suscite à nouveau la convoitise des marchands d'art. M. Daures, maire de la commune, fait appel au duc de Trévise (créateur de la Sauvegarde de l'Art Français), qui publie un article dans l'Illustration « Où doit paître la vache d’Alan » paru le 28 octobre 1920. Cet article fait grand bruit et permet de sauver une deuxième fois la vache d’Alan.

### Un palais endormi
Oubliée de tous, la vaste bâtisse tomba peu à peu en ruine jusqu'en 1969 où un ténor d'opéra, Richard Gailland, avec l'aide d'amis passionnés, entreprit courageusement le sauvetage architectural du palais.
Depuis 1998, deux artistes photographes, Yuri Lewinski et Mayotte Magnus, en poursuivent la restauration.